# 亮叶木莲
亮叶木莲（学名：Manglietia lucida）为木兰科木莲属下的一个种。
亮叶木莲原产于云南东南部海拔600至800米的常绿阔叶林中，广州华南植物园有引种。常绿大乔木，高可达18米，胸径可达65厘米。树冠长卵圆形，树皮灰褐色，叶互生，叶片革质，倒卵圆形、倒卵状椭圆形或倒披针形，长27-44cm，宽11-18cm，全缘。花单生于枝顶，花被片9-11，倒卵状长圆形，中上部紫色，基部白色，厚肉质，花期4-5月。